# Tavla
 (juin 2024).
Si vous disposez d'ouvrages ou d'articles de référence ou si vous connaissez des sites web de qualité traitant du thème abordé ici, merci de compléter l'article en donnant les références utiles à sa vérifiabilité et en les liant à la section « Notes et références ».
Le tavla ou Izmir tavla est un jeu oriental de hasard raisonné pour deux joueurs qui se joue sur un tablier avec des dés et des pions (similaires à ceux du jeu de dames).
Les règles sont très proches de celles du backgammon, auquel il est parfois assimilé. 
En arménien, on l'appelle նարդի (nardi) ou encore թավլու (tavlou), en bulgare Табла et en grec Τάβλι. L'origine du jeu est probablement perse [réf ?]. En arabe, on l'appelle tawla ou chiche biche (Tunisie). On joue le plus souvent au mahbousseh avec le tavla.[pas clair]

## Matériel
- la tavla souvent sous forme d'une mallette que l'on ouvre à plat, composé de deux parties de douze « flèches » ;
- quinze pions de chaque couleur ;
- une paire de dés à jouer ordinaires ;

## But du jeu
Comme pour le backgammon, faire effectuer à tous ses pions le tour du tablier et les sortir le premier.
Les deux joueurs effectuent le tour du tablier en sens inverse.
La stratégie à employer est un mélange de blocage et d'attaque (en emprisonnant les pions adverses). La présence de lancers de dés rend le calcul des probabilités indispensable.

## Règles du jeu du Mahbousseh
Mahbousseh (محبوسة) signifie en arabe emprisonnée. 

### Démarrage du jeu
Les quinze pions de chaque joueur sont placés dans la case 24, c'est-à-dire en face à droite sur le coin. Généralement, les joueurs ne placent que quelques pions sur la table au départ et gardent les restes dans leur main avec laquelle ils ne déplacent pas les pions et ne jettent pas les dés (gauche pour un droitier par exemple).
Chacun lance un dé, le plus fort peut jouer la combinaison formée par les deux dés, en cas de double, on retire jusqu'à obtenir une valeur jouable.

### Déplacer les pions
Chaque dé peut permettre de déplacer un pion d'un nombre de flèches égal au nombre de points affichés. Généralement, même dans les pays arabes, on dit le résultat du lancer obtenu en utilisant les prononciations persanes selon différentes règles : 
| Nombre | Prononciation du nombre | Prononciation lors du double du nombre |
| ------ | ----------------------- | -------------------------------------- |
| 1      | yék                     | habyék                                 |
| 2      | dou                     | doubara                                |
| 3      | céh                     | doucéh                                 |
| 4      | tchoar                  | derjéh                                 |
| 5      | pénch                   | doubéch                                |
| 6      | chèche                  | douchèche                              |

Le comptage des points mélange trois langues : le kurde, le persan et le turc.
Les chiffres de 1 à 6:
en turc: bir, iki, üç, dört, beş (besh), altı                                                                          
en persan: Yek, do, seh, che (a)hār tchaor, penej (pandj), sheh
en kurde: yek, dou, cé, tchaor, pench, chèche (ce qui est très proche du persan).
Lorsqu'on obtient deux nombres différents, on dit les nombres par ordre décroissant en plaçant un ou ou un oua entre les deux nombres, par exemple : 1 et 4 : jouhar ou yek. Exception, on ne dit pas chech ou benj pour le couple 5 et 6 mais chech bech, d'ailleurs ainsi qu'on appelle le backgammon en Israël. De plus, 5 et 4 peut se prononcer benj ou jouhar mais aussi besh dörte.
Il faut pour que le déplacement soit possible que la case d'arrivée ne soit pas bloquée, c'est-à-dire contienne moins de deux pions dont celui du dessus est adverse.
Si la case contient un seul pion adverse, on l'emprisonne, voir plus loin.
En cas de double, les dés sont joués deux fois (exemple : en cas de double 5, le joueur doit jouer quatre fois le 5).
Si plusieurs dés sont joués sur le même pion les cases intermédiaires doivent être non bloquées pour jouer 9 soit 4 et 5 il faut que la 4e ou la 5e case soit non bloquée.
On appelle khanah lorsque dans un même lancer on bouge deux pions au départ dans des cases différentes et à l'arrivée dans une même case à l'origine vide.

### Emprisonner un pion
Nous l'avons vu, lorsque l'on aboutit à une case contenant un seul pion adverse, on l'emprisonne, au lieu de le frapper comme dans le backgammon à l'européenne. Cela consiste, au lieu de retirer le pion, de le laisser et de mettre le pion adverse au-dessus. Ainsi, le joueur adverse ne peut jouer son pion que si le pion adverse s'en va.
On peut emprisonner plus d'un pion par tour.

### Libérer un pion
Contrairement au backgammon, le joueur peut même s'il a un ou des pions emprisonnés jouer ses autres pions. Pour libérer ses pions emprisonnés, il doit attendre que le joueur adverse bouge son pion.

### Sortir ses pions
Une fois tous les pions de son côté à droite (case 1 à 6), c'est-à-dire en face des 6 premières cases de départ, on peut commencer à sortir les pions du jeu. Les pions sortis n'interviennent plus dans le jeu.
Si un pion ou plusieurs pions sont « emprisonnés » on est obligé d'attendre qu'ils soient libérés avant de pouvoir sortir d'autres pions, même si celui-ci est emprisonné du côté où l'on retire les pions.
Pour ceci on doit faire le nombre de points exacts correspondant au nombre de cases pour sortir. 
Il y a une tolérance : si toutes les cases plus grandes ou égales au nombre du dé sont vides on peut sortir un pion de la flèche la plus éloignée (par exemple si 4-5-6 sont vides, un 5 permet de sortir un pion de la flèche 3.

### Contraintes de jeu
- Si un joueur peut jouer ses deux dés, il doit le faire. S'il ne peut en jouer qu'un, il le joue.
- Si un joueur n'a pas sorti de pion alors que l'autre termine, il est « mars » ou "mrass" (prononcé comme en français) : la partie compte double.*